# Instytut im. Lecha Kaczyńskiego
Instytut im. Lecha Kaczyńskiego – polska fundacja założona 18 kwietnia 2013 roku w Warszawie, działająca jako organizacja pożytku publicznego. Celem fundacji jest upamiętnienie osoby i dorobku prezydenta Lecha Kaczyńskiego.

## Historia
Instytut Lecha Kaczyńskiego został utworzony z inicjatywy partii Prawo i Sprawiedliwość 18 kwietnia 2013 roku, w trzecią rocznicę pogrzebu pary prezydenckiej po katastrofie smoleńskiej. Fundacja została wpisana do Krajowego Rejestru Sądowego w czerwcu 2013 roku.
Od 2017 roku fundacja posiada status organizacji pożytku publicznego (OPP), co umożliwia przekazywanie na jej działalność 1% podatku.

## Cele i działalność
Głównymi celami działalności Instytutu są:
- upowszechnianie wiedzy o życiu, działalności i myśli politycznej Lecha Kaczyńskiego
- popularyzacja pamięci o prezydencie Lechu Kaczyńskim i jego dokonaniach
- badanie i dokumentowanie najnowszej historii Polski
- wspieranie projektów edukacyjnych i społecznych odwołujących się do dziedzictwa Lecha Kaczyńskiego

Instytut realizuje swoje cele poprzez:
- organizację konferencji naukowych, seminariów i wykładów
- działalność wydawniczą, w tym publikację książek, raportów i opracowań
- prowadzenie archiwum dokumentującego działalność Lecha Kaczyńskiego
- fundowanie stypendiów i nagród dla młodych badaczy
- organizację wystaw i wydarzeń upamiętniających

### Projekty
Do najważniejszych projektów realizowanych przez Instytut należą:
- Ogólnopolski Konkurs Wiedzy o Lechu Kaczyńskim dla młodzieży szkolnej[5]
- Cykl wykładów "Myśl polityczna Lecha Kaczyńskiego"
- Wydawanie serii publikacji "Biblioteka Lecha Kaczyńskiego"
- Digitalizacja archiwum dokumentów i materiałów audiowizualnych związanych z działalnością Lecha Kaczyńskiego
- Organizacja dorocznej konferencji naukowej poświęconej polityce zagranicznej Polski w kontekście koncepcji prezydenta Lecha Kaczyńskiego

## Struktura i władze
Fundacją zarządza Zarząd oraz Rada Fundacji. W skład władz Instytutu wchodzą politycy związani z partią Prawo i Sprawiedliwość oraz osoby blisko współpracujące z prezydentem Lechem Kaczyńskim.

## Finansowanie
Działalność Instytutu jest finansowana z darowizn osób prywatnych i prawnych, wpłat z tytułu 1% podatku dochodowego od osób fizycznych, a także z dotacji instytucji państwowych na realizację konkretnych projektów.

## Siedziba
Siedziba fundacji znajduje się w Warszawie przy ul. Nowogrodzkiej 84/86, w tym samym budynku, w którym mieści się główna siedziba partii Prawo i Sprawiedliwość.